# Enchelycore pardalis
Enchelycore pardalis är en fiskart som först beskrevs av Temminck och Schlegel, 1846.  Enchelycore pardalis ingår i släktet Enchelycore och familjen Muraenidae. Inga underarter finns listade i Catalogue of Life.